# Peña Cabarga

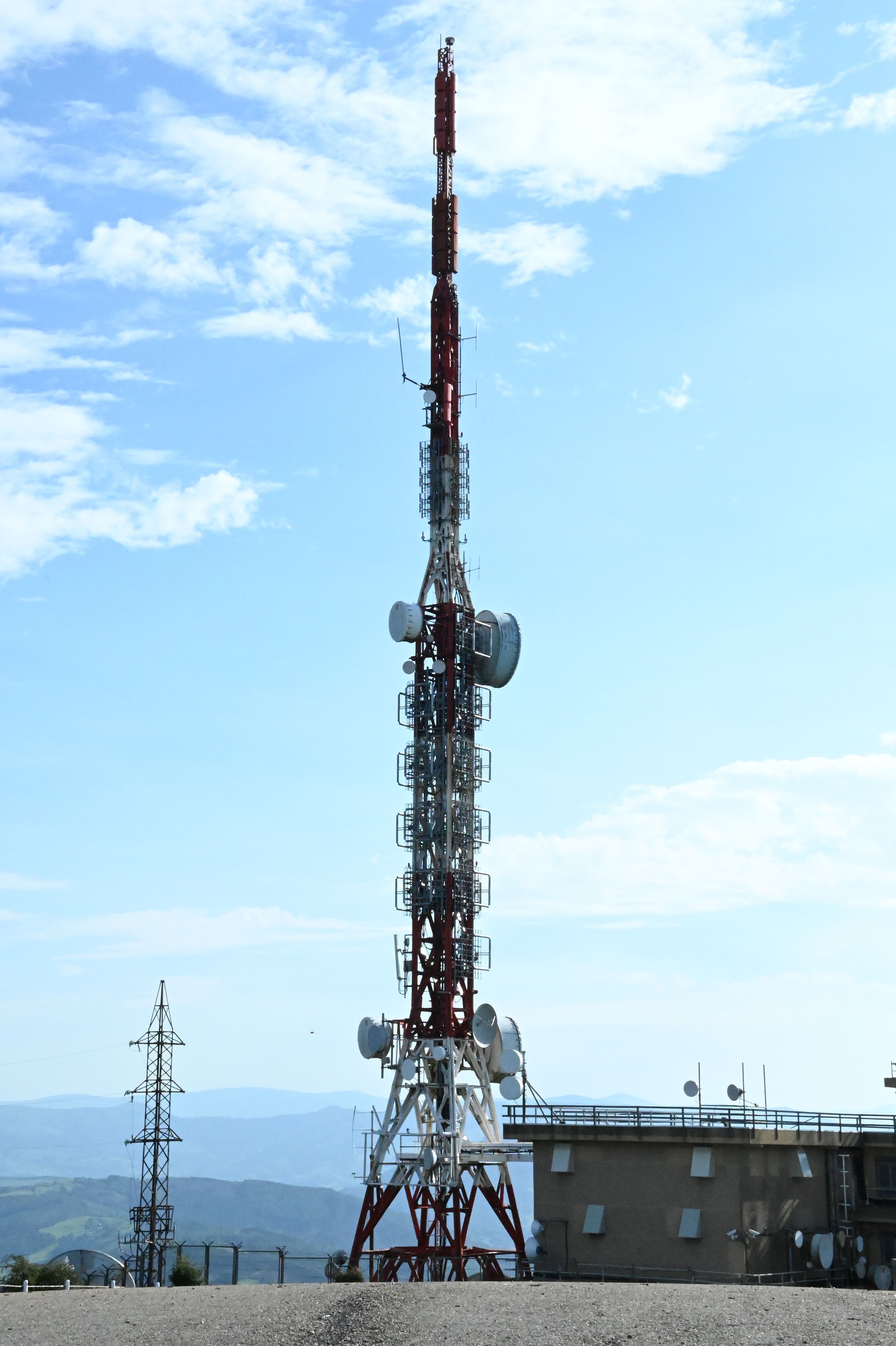
Centro de emisión de televisión y radio de Cantabria en el alto de Peña Cabarga.

Peña Cabarga es un macizo calizo situado en Cantabria (España). Tiene una altitud máxima de 569 metros en la cota denominada pico Llen. y una superficie de 377 hectáreas. En 1989 fue declarado parque natural por decreto, pero dicha declaración fue anulada en 2005 por el Tribunal Superior de Justicia de Cantabria, al carecer el Parque natural Macizo de Peña Cabarga desde su creación de los preceptivos PORN y PRUG.
La formación se localiza paralela a la orilla sur de la bahía de Santander. Su ladera norte está ocupada por cultivos y prados en su parte baja y por roquedos de roca caliza en la zona más elevada (destacan las formaciones kársticas). En el nivel intermedio crecen eucaliptos de repoblación.

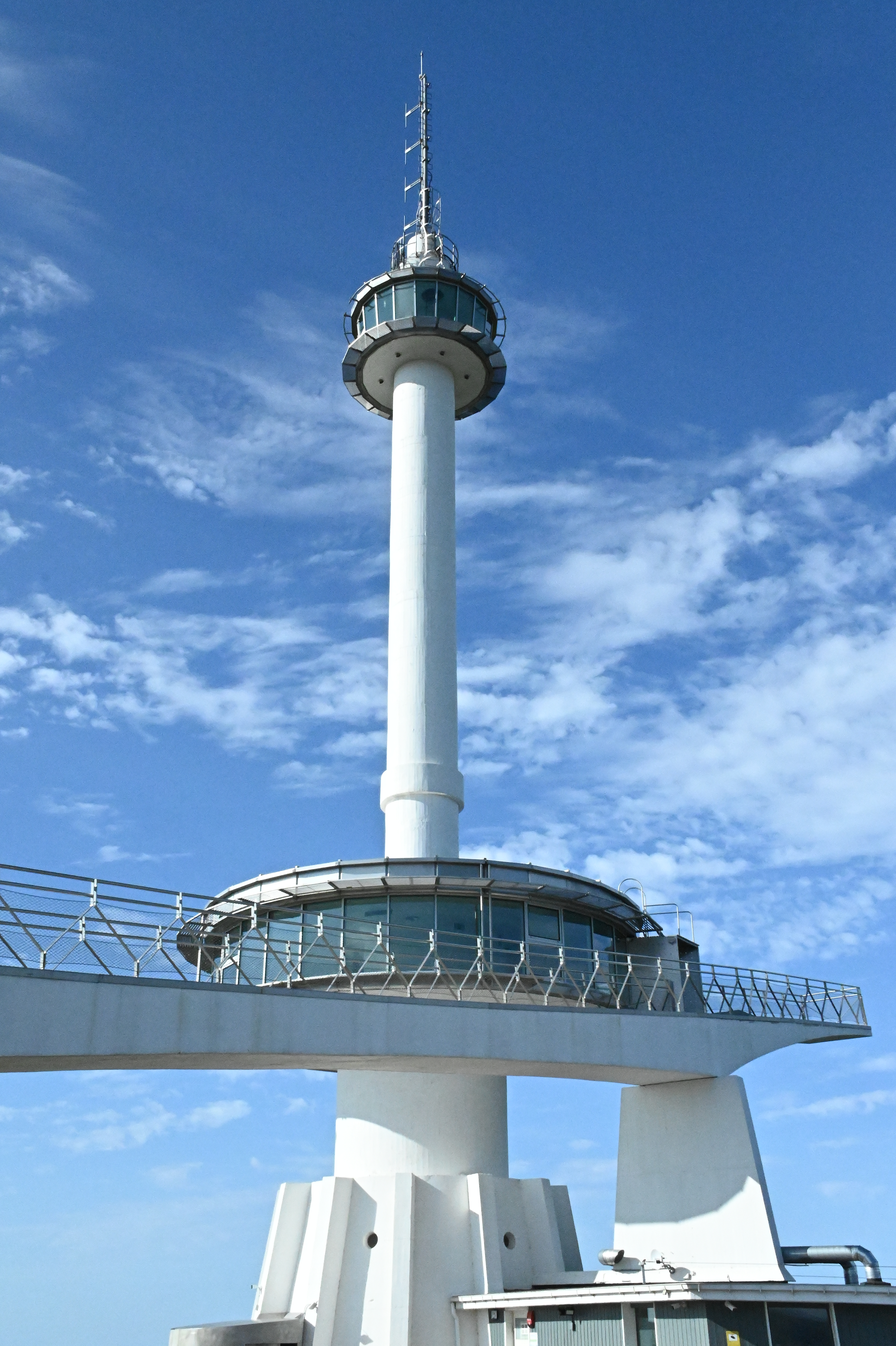
Monumento al Indiano, en la cima de Peña Cabarga.

La vertiente sur está cubierta por amplios encinares bajos que dan cobijo a una amplia riqueza faunística. No obstante, la continua sucesión de incendios por la actividad ganadera extensiva ha llevado a perder importante superficie arbolada. Entre la fauna de interés se puede encontrar: garza real, polla de agua, zampullín chico, ánade real, pato cuchara, cerceta común, alimoche, lechuza, mochuelo, y mamíferos como los mustélidos.
Los yacimientos de óxido de hierro en la vertiente suroccidental han sido explotados desde la época romana (no en vano las fuentes clásicas calificaban a esta formación como «la montaña de hierro») hasta 1988. La disolución de la caliza ha originado un gran lapiaz de importante superficie con una topografía de grandes columnas calcáreas, arcillas de descalcificación y nódulos de óxido e hidróxido de hierro. Este lapiaz está declarado como Punto de Interés Geológico desde 1983.
Con el fin de proteger las explotaciones mineras, en 1988 el Gobierno de Cantabria realizó una restauración paisajística importante. Convirtió su zona sur en una área de ocio con la creación del Parque de la Naturaleza de Cabárceno, una gran extensión de terreno donde se incorporaron una gran variedad de animales en régimen en semilibertad en un entorno de gran interés paisajístico.
En lo alto de Peña Cabarga existe un mirador junto al Monumento al Indiano desde el cual se puede observar toda la costa de Cantabria, Santander y su bahía, y los Picos de Europa. Además, en el mirador superior del monumento hay una cámara oscura en la que el visitante puede ver panorámicas de la bahía de Santander, pudiendo llegar alcanzar en días despejados las provincias limítrofes de Vizcaya y Burgos.
En el pico Llen se ubica el principal centro de emisión de televisión y radio de Cantabria.

## Ciclismo
Peña Cabarga ha recibido la catalogación como puerto de primera y de categoría especial. Ha sido cinco veces final de etapa en la Vuelta a España (1979, 2010, 2011, 2013 y 2016), con los siguientes resultados:
| Año  | Etapa | Fecha            | Cat. | Salida             | km    | Ganador               | Líder           |
| 1979 | 13.ª  | 7 de mayo        | 1.ª  | Haro               | 180   | Ángel López del Álamo | Joop Zoetemelk  |
| 2010 | 14.ª  | 11 de septiembre | Esp. | Burgos             | 178   | Joaquim Rodríguez     | Vincenzo Nibali |
| 2011 | 17.ª  | 7 de septiembre  | Esp. | Faustino V         | 211   | Chris Froome          | Juanjo Cobo     |
| 2013 | 18.ª  | 12 de septiembre | 1.ª  | Burgos             | 186,5 | Vasil Kirienka        | Vincenzo Nibali |
| 2016 | 11.ª  | 31 de agosto     | 1.ª  | Museo del Jurásico | 168,6 | Chris Froome          | Nairo Quintana  |